# マグナム・オーパス (イングヴェイ・マルムスティーンのアルバム)
『マグナム・オーパス』（Magnum Opus）は、1995年に発表されたイングヴェイ・マルムスティーンの8作目のスタジオ・アルバム。

## 概要
前作『セブンス・サイン』からおよそ1年ぶりとなるスタジオ・アルバムで、共同プロデューサーとしてクリス・タンガリーディスが迎えられて制作された。日本版ジャケットの帯解説は「傑作『セヴンス・サイン』をも超えた、"超傑作"! 王者は限界を知らない!!」である。
11曲目の「Amberdawn」は、2003年のヨーロッパ盤や王者烈奏〜インストゥルメンタル・ベスト・アルバムでは「Dawn」に曲名が変更されている。

## 収録曲
| 全作曲: イングヴェイ・マルムスティーン。 |                                                           |                                                    |                                |      |
| #                                        | タイトル                                                  | 作詞                                               | 作曲・編曲                     | 時間 |
| 1.                                       | 「ヴェンジェンス」(Vengeance)                             | イングヴェイ・マルムスティーン、マイク・ヴェセーラ | イングヴェイ・マルムスティーン | 4:49 |
| 2.                                       | 「ノー・ラヴ・ロスト」(No Love Lost)                      | マイク・ヴェセーラ                                 | イングヴェイ・マルムスティーン | 3:07 |
| 3.                                       | 「トゥモローズ・ゴーン」(Tomorrow's Gone)                 | マイク・ヴェセーラ                                 | イングヴェイ・マルムスティーン | 5:20 |
| 4.                                       | 「ジ・オンリー・ワン」(The Only One)                      | イングヴェイ・マルムスティーン                     | イングヴェイ・マルムスティーン | 4:01 |
| 5.                                       | 「アイド・ダイ・ウィズアウト・ユー」(I'd Die Without You) | イングヴェイ・マルムスティーン                     | イングヴェイ・マルムスティーン | 5:49 |
| 6.                                       | 「オーヴァーチュア 1622」(Overture 1622)                  | (Instrumental)                                     | イングヴェイ・マルムスティーン | 2:41 |
| 7.                                       | 「ヴードゥー」(Voodoo)                                    | イングヴェイ・マルムスティーン                     | イングヴェイ・マルムスティーン | 6:19 |
| 8.                                       | 「クロス・ザ・ライン」(Cross The Line)                    | マイク・ヴェセーラ                                 | イングヴェイ・マルムスティーン | 3:32 |
| 9.                                       | 「タイム・ウィル・テル」(Time Will Tell)                  | マイク・ヴェセーラ                                 | イングヴェイ・マルムスティーン | 5:09 |
| 10.                                      | 「ファイア・イン・ザ・スカイ」(Fire In The Sky)           | イングヴェイ・マルムスティーン                     | イングヴェイ・マルムスティーン | 4:57 |
| 11.                                      | 「アンバードーン」(Amberdawn)                             | (Instrumental)                                     | イングヴェイ・マルムスティーン | 4:25 |
| 合計時間:                                | 合計時間:                                                 | 合計時間:                                          | 50:09                          |      |

| #   | タイトル                    | 作詞           | 作曲                       | 編曲                           | 時間 |
| --- | --------------------------- | -------------- | -------------------------- | ------------------------------ | ---- |
| 12. | 「カンタービレ」(Cantabile) | (Instrumental) | アントニオ・ヴィヴァルディ | イングヴェイ・マルムスティーン | 2:03 |

| #   | タイトル                     | 作詞           | 作曲                       | 編曲                           | 時間 |
| --- | ---------------------------- | -------------- | -------------------------- | ------------------------------ | ---- |
| 12. | 「トーナメント」(Tournament) | (Instrumental) | アントニオ・ヴィヴァルディ | イングヴェイ・マルムスティーン | 2:03 |

## 参加者
- イングヴェイ・マルムスティーン	 - ギター、シタール、バックグラウンド・ヴォーカル
- マッツ・オラウソン	 - 	キーボード
- マイク・ヴェセーラ	 - 	ヴォーカル
- バリー・スパークス	 - 	ベース
- シェーン・ガラース	 - 	ドラム